# Pilar Narvión
Pilar Narvión Royo (Alcañiz, 30 de marzo de 1922-Madrid, 7 de julio de 2013) fue una periodista y comentarista española. Está considerada como la iniciadora del periodismo político en la España del tardofranquismo y de la transición democrática. 

## Biografía
Destacada periodista que desarrolló su carrera especialmente en la España del franquismo, en una época en la que el ejercicio del periodismo era casi en exclusiva una actividad masculina. Fue la segunda socia más antigua de la Asociación de la Prensa de Madrid ingresando en 1955 —la primera fue Jesusa Granada con el número 67— y, del total del censo, figuraba en el puesto número 17.
Comenzó a escribir a los 13 años en la revista Domingo y estudió en la Escuela de Periodismo, en su quinta promoción. Fue la primera mujer que hizo crónica política en España y puede ser considerada, por tanto, la maestra del periodismo político en la Transición española.
En 1956 fue designada corresponsal en Roma por el diario Pueblo, un nombramiento que fue bien acogido por sus compañeros quienes alabaron su capacidad de análisis y su destreza con los idiomas. Más tarde asumió la corresponsalía de París y llegó a ocupar el cargo de subdirectora. 
Fue la primera galardonada con el Premio Víctor de la Serna de periodismo en 1973. 
Se retiró de la profesión a principios de los años 1980. Falleció en Madrid el 7 de julio de 2013 a los 91 años.
Su testimonio como periodista fue recogido en formato audiovisual en el documental "Nosotras que contamos: Josefina Carabias" de la serie documental Imprescindibles de La 2, con dirección y guion de Inés García-Albi Gil De Biedma emitido por primera vez en 2014.

## Premios y reconocimientos
- Premio Víctor de la Serna de periodismo en 1973. Primera edición.